# マスカレード 〜地獄学園SO/DO/MU〜
『マスカレード 〜地獄学園SO/DO/MU〜』（マスカレード じごくがくえん ソドム）は、2006年5月26日にPIL/SLASHより発売された18禁ボーイズラブゲーム。テーマは「BLゲーム史上最凶の問題作」。シナリオはトム、原画はスズケン。

## あらすじ
沼田ヒロシは、日頃から性関係を強要されている姫原頼武に「試験問題を盗め」と言われ、夜の学園に忍び込む。そこへ、警官に扮した凶悪犯が現れ、その場にいた姫原や、宿直として校内にとどまっていた教師・点野一味とともに監禁される。そして犯人は、ある要求をし、従わなければ殺すと言い放つ。

## 登場人物
沼田ヒロシ（ぬまた ひろし）
声 - 空野太陽
主人公の一人。天文部所属の二年生。同じ学年の姫原から日常的に性的行為を強要されている。上履きは隠されたため履いておらず、着用しているシャツも突き飛ばされた拍子にボタンが取れてしまっている。普段は気弱でもじもじしているが、いざというときには意外な芯の強さを発揮する。小柄で華奢な体に似合わず、陰茎が大きいことを密かに恥じている。
姫原頼武（ひめはら よりたけ）
声 - 眞嶋リョウ
ヒロシの同級生。日本有数の大企業の経営者一族に連なる裕福な家庭に生まれたが、両親共に多忙で子供に関心が薄く、ほとんど家政婦に育てられた。成績は非常に優秀だが、素行不良で1年留年している。反抗的で他人にはあまり関心がなく、周囲とは馴染まない性格。経済的には恵まれているが、
八王子進（はちおうじ しん）
声 - 沖野靖広
ヒロシ達よりも1学年上の生徒会長にして、天文部の部長。まじめで礼儀正しく、男女問わず人望も厚い。天文部の部長として後輩のヒロシのことを気にかけている。姫原が留年するまで一応クラスメイトだったが、ほとんど接点はなかった。
点野一味（しめの いちみ）
声 - 一条和矢
ヒロシ達が通う学園の化学の教師。最近妻と離婚したばかりで落ち込んでいる。温和で地味な性格の「いい人」だが、波風を立てることを極端に嫌い、無難な意見しか言わない。学生にも舐められ気味だが、本人は特に気にしていない。整理整頓が苦手。お気に入りの飴を常に持ち歩いている。２７歳。
大泉眞吾（おおいずみ しんご）
声 - 青島刃
比留テレビアナウンサー。大物国会議員の父のコネで入社した経緯を持ち、報道番組を手掛けたいと考えつつも、バラエティ系のニュースを担当しており、出世のためにスクープを探している。大物国会議員を父に持ち、親の七光りを実力と勘違いしており、軽佻浮薄なところがある。２４歳。
高浦茂（たかうら しげる）
声 - 花山啓治
ノンキャリア（厳密には準キャリア）の巡査部長。正義感が強く、いったん決めたらなかなか引き下がらない。その一方で、熱くなると周囲が見えなくなりやすい。２６歳。
青田征司
声 - 犬野忠輔
殺人事件の重要参考人で、逃走中に警戒中の警官から制服と拳銃を奪って逃走。忍び込んだ学園でたまたま居合わせたヒロシ達を人質にとって篭城し、口に出すのも憚れるような非情な行為を強要する。神経質で気が短く、男同士の性交渉を異常に嫌悪している。接触恐怖症。

## 開発
本作の音楽はhosplugこと細井聡司がプロデュースし、一部の楽曲は4-EVERが手掛けた。
最初の打ち合わせの中で、音楽の方向性は当時細井が気に入っていたエレクトロニカに決まった。
細井はこれまで成人向け作品での楽曲制作ではHシーンを見ずに作業をしてきたものの、本作の場合はそのような要素を抜くと資料がなくなるため、目を通したとメーカーとのインタビューの中で話している。
また、本作はBLということもあり、主題歌は男性が歌うという方針が最初から立てられていたが、細井の周りでは男性ボーカリストがいなかったため、代わりに細井自身が歌うこととなった。
オープニングテーマである「雲の向こう」は作詞・作曲・編曲から歌唱まで細井がすべて手掛けており、ユーザーを驚かすためにあえて曲の内容からかけ離れたさわやかな曲調に仕立てられた。
一方、エンディングテーマはave;newのa.k.a.dRESSが手掛けており、ゲーム内容に合わせたドロドロした内容に仕上がった。
細井は自分の歌声について力強さがある方ではないとし、エンディングではいかにして迫力を出すかで苦労したと振り返っている。

## 関連商品

### ゲームソフト
- 『PIL/SLASH3800　マスカレード』 （2013年2月22日発売 3,800円）
- 『マスカレード DVD』 （2010年12月24日発売 7,500円）
- 『マスカレード 〜地獄学園SO/DO/MU〜』 （2006年5月26日発売 7,500円）

### サウンドトラック
- 『マスカレード 〜地獄学園SO/DO/MU〜 コンプリートサウンドトラック』 （2006年11月1日発売 1,575円）

## 関連作品
- 学園ソドム 〜教室の牝奴隷達〜